# Амеріко Венеро
Амеріко Венеро (ісп. Américo Venero; нар. 22 лютого 1972) — колишній перуанський тенісист.
Найвищу одиночну позицію світового рейтингу — 297 місце досяг 12 жовтня 1992, парну — 232 місце — 29 липня 1996 року.

## Титули на челленджерах

### Парний розряд: (1)
| Ранг | Дата         | Турнір     | Покриття | Партнер     | Суперники                         | Рахунок  |
| ---- | ------------ | ---------- | -------- | ----------- | --------------------------------- | -------- |
| 1.   | Жовтень 1995 | Ліма, Перу | Ґрунт    | Хайме Їсага | Хуан Карлос Б'янкі Тамер Ель-Саві | 6–3, 6–4 |